# 水平線 (back numberの曲)
「水平線」（すいへいせん）は、日本のバンド・back numberの4作目の配信限定シングル。2021年8月13日にユニバーサルミュージック内のレーベル・UNIVERSAL SIGMAよりリリースされた。

## 背景
本楽曲は、新型コロナウイルス感染症の影響で開催中止となった2020年の全国高等学校総合体育大会（インターハイ）を目指していた高校生たちへ向けて書き下ろされた。
大会運営を担当する生徒たちからの手紙が届いたことが楽曲制作のきっかけとなった。インターハイの開催地が、バンドメンバーの出身地である群馬県であったこと、大会の開会式で自身の楽曲「SISTER」が演奏される予定だったことを知ったメンバーは、急遽新曲の制作を開始。
本来、インターハイの開会式が予定されていた2020年8月18日、自身の公式YouTubeチャンネルにリリックビデオを公開した。2020年に初めて発表された楽曲であり、2019年にリリースされたアルバム『MAGIC』以来、1年5ヶ月ぶりの新曲となった。
本楽曲の作詞・作曲を担当したボーカル・清水依与吏は、楽曲の公開にあたり「費やし重ねてきたものを発揮する場所を失くす事は、仕方ないから、とか、悲しいのは自分だけじゃないから、などの言葉で到底納得出来るものではありません。選手達と運営の生徒達に向け、何か出来る事はないかと相談を受けた時、長い時間自分達の中にあるモヤモヤの正体と、これから何をすべきなのかが分かった気がしました」とコメントしている。

## 反響とリリース
配信限定シングルとしてのリリースは当初予定されていなかったが、自分の好きな環境で何度も聞きたいという声が多数寄せられたことや、2021年のインターハイが無事に開催されたことを受け、2021年8月13日に配信リリースされた。
配信リリース時点で、リリックビデオの再生回数は9,000万回を超えており、カラオケランキングにもチャートインするなどの反響を受けていた。その後、配信リリース後の2021年9月26日、リリックビデオの再生回数は1億回を突破した。発表から2年半後の2023年1月17日にリリースされた7thアルバム『ユーモア』にて、CDに初収録された。

## チャート成績
本楽曲は、2021年8月18日（集計期間：2021年8月9日 - 8月15日）のBillboard JAPAN「Download Songs」に2位（19,564DL）、総合チャート「Hot 100」に14位に初登場した。翌週からは「Streaming Songs」において5位（2週目）、2位（3週目）と順位を伸ばし、同週には「Download Songs」にて1位を獲得。リリース4週目にして「Streaming Songs」で1位（8,327,242再生）を獲得し、総合チャート「Hot 100」においても最高位となる第2位を記録した。
その後もストリーミングを筆頭に高順位を維持し続け、「Streaming Songs」では9週連続首位を記録している。リリース14週目となる2021年11月17日公開チャートでは、ストリーミングの累計再生回数が1億回を突破した。2024年4月度日本レコード協会にて、ダイヤモンド（ストリーミング5億回達成）が認定された。
リリース133週目となる2024年2月28日公開のBillboard JAPANチャートにて、本楽曲がバンド初のストリーミング累計再生回数6億回を突破した。同年10月9日には、7億回を突破している。

### 認定と売上
|                                | 認定 (RIAJ)  | 売上/再生回数      |
| ------------------------------ | ------------ | ------------------ |
| ダウンロード                   | プラチナ     | 127,000 DL         |
| ストリーミング                 | ダイヤモンド | 500,000,000 回再生 |
| *認定のみに基づく売上/再生回数 |              |                    |

## テレビ披露
| 番組名                             | 放送日         | 放送局  | 出典   |
| ---------------------------------- | -------------- | ------- | ------ |
| SONGS                              | 2020年11月14日 | NHK総合 | [ 27 ] |
| CDTVライブ!ライブ! 4時間スペシャル | 2021年10月4日  | TBS系   | [ 28 ] |